# Hein Otterspeer
Hein Otterspeer (Gouda, 11 novembre 1988) è un pattinatore di velocità su ghiaccio olandese.

## Palmarès

### Mondiali distanza singola
- 1 medaglia:
  - 1 argento (sprint a squadre a Heerenveen 2023).

### Mondiali sprint
- 2 medaglie:
  - 1 argento (Astana 2015);
  - 1 bronzo (Salt Lake City 2013).

### Europei
- 2 medaglie:
  - 2 argenti (sprint a Heerenven 2021; sprint a Hamar 2023).

### Coppa del Mondo
- Vincitore della classifica generale dei 1000 m nel 2022/23.
- Miglior piazzamento nella classifica generale dei 500 m: 2º nel 2017/18